# Sancho VI.
Sancho VI. der Weise (baskisch Antso Jakituna, spanisch Sancho el Sabio; * 1133; † 27. Juni 1194 in Pamplona) war von 1150 bis 1194 König von Navarra aus dem Haus Jiménez. Er war ein Sohn des Königs García IV.  und der Marguerite de l’Aigle.

## Leben
Sanchos Herrscherzeit war geprägt von einem ständigen Kampf um den Fortbestand seines kleinen Königreichs, das neben dem Land um Pamplona auch die Landschaften Álava und Guipúzcoa umfasste, gegenüber seinen großen Nachbarn Kastilien und Aragón, die Navarra unter sich aufzuteilen beabsichtigten. Diesen gegenüber hatte er den machtpolitischen Nachteil, dass seine wie auch schon seines Vaters Königsherrschaft keine uneingeschränkte Anerkennung besaß. Aus der Übergehung der Erbverfügung Alfons’ des Kriegers von 1134 resultierend, wurden Sancho und seinem Vater vor allem durch den Heiligen Stuhl die Anerkennung als rechtmäßige Könige Navarras versagt und damit ihr Land faktisch zur Übernahme freigegeben. Um dies zu verhindern, führte Sancho zunächst die politische Linie seines Vaters fort, ordnete sich bereitwillig der kastilischen Oberhoheit des „Kaisers“ Alfons VII. († 1157) unter und heiratete dazu eine von dessen Töchtern. Diese Politik ließ er beim Tod seines Schwagers Sancho III. († 1158) fallen, da er in der Unmündigkeit seines Neffen Alfons VIII. und der daraus resultierenden Anarchie in Kastilien die Chance zur Emanzipation und Expansion erkannte. Ziel war die Rückeroberung der Landschaft Rioja, die in früheren Generationen zu Navarra gehört hatte, dann aber von Kastilien annektiert worden war. In dem Jahr 1162/63 gelang es ihm, mehrere Ortschaften wie Logroño, Navarrete, Miranda de Ebro und Briviesca einzunehmen.

Navarra während der Herrschaft Sanchos VII.

Der Expansion ging die Suche nach einer neuen Schutzmacht einher, die Sancho in der aufstrebenden Macht der Plantagenêts nördlich der Pyrenäen (siehe Angevinisches Reich) erkannte. 1172 zog er dazu an den Hof der Eleonore von Aquitanien nach Poitiers, um diese und deren Sohn Richard Löwenherz, der gerade als Herzog von Aquitanien inthronisiert wurde, für ein Bündnis zu gewinnen. Diese Bestrebungen wurden allerdings vom Ehemann der Herzogin, Heinrich II. von England, durchkreuzt, der ein Bündnis mit Kastilien bevorzugte und dazu eine seiner Töchter mit Alfons VIII. verheiratete. Dieser wurde 1177 mündig und nahm sofort den Kampf gegen Sancho um die umstrittenen Gebiete der Rioja auf. Um eine Eskalation des Krieges zu vermeiden, ersuchten beide noch im März desselben Jahres Heinrich II. von England um ein Schiedsgericht, der Sancho zur Herausgabe der von ihm gehaltenen Städte in der Rioja an Alfons VIII. aufforderte, wofür er als Entschädigung eine jährliche Geldzahlung von 3000 Maravedís aus der kastilischen Staatskasse erhalten sollte. Die Schlichtung erwies sich letztlich als nicht tragfähig und der Konflikt zwischen Navarra und Kastilien begann wieder aufzuflammen. Um sich seines Gegners erwehren zu können, leitete Sancho eine Reihe von infrastrukturellen Maßnahmen für sein Königreich ein. So gründete er 1180 an der Küste von Guipúzcoa den Hafen San Sebastián, über den Navarra Anschluss an den Seehandel finden sollte. Zur Absicherung der Provinz Álava gründete er 1181 die alte westgotische Stadt Vitoria neu (Nueva Victoria) und befestigt sie.
Am 5. Oktober 1186 verbündeten sich Alfons VIII. von Kastilien und Alfons II. von Aragón in Berdejo gegen Navarra und beschlossen dabei dessen Aufteilung untereinander, ähnlich wie es schon im Jahr 1067 von beiden Mächten aufgeteilt worden war. Erneut suchte Sancho gegen diese Bedrohung die Nähe zu den Plantagenets und nahm zu Richard Löwenherz Kontakt auf. Wahrscheinlich schlug er diesem zu diesem Anlass erstmals eine dynastische Verbindung vor, gleichwohl Richard bereits mit einer Schwester des Königs Philipp II. von Frankreich verlobt war. 1190 kam es auf der iberischen Halbinsel zu einer unerwarteten Veränderung der Lage, die Sancho zum Vorteil gereichte, als Alfons VIII. von Kastilien einen fünfjährigen Waffenstillstand mit den Almohaden abschloss. Nun fühlte sich auch Alfons II. von Aragón von der wachsenden Macht Kastiliens bedroht, kündigte seine Allianz mit diesem auf und verbündete sich im September des Jahres in Borja nun mit Sancho. Beide führten im Juli 1191 einen Angriff gegen die kastilische Stadt Soria aus. Bereits im Sommer 1190 nahm Sancho die Gelegenheit zu erneuten Verhandlungen mit Richard Löwenherz wahr, als dieser kurz vor Antritt zum dritten Kreuzzug im benachbarten Bigorre verweilte, und Richards Verheiratung mit seiner Tochter Berengaria in die Wege leiten zu können. Offenbar vermochte ihn Richard von der Ernsthaftigkeit seines Versprechens zu dieser Ehe zu überzeugen, obwohl er nach wie vor mit der Schwester des Königs von Frankreich verlobt war. Jedenfalls vertraute Sancho seine Tochter der Obhut der Eleonore von Aquitanien an, die gemeinsam noch im Spätjahr 1190 dem vorausreisenden Richard bis nach Sizilien nachzogen. Dort verlobte sich das Paar schließlich offiziell, um dann am 12. Mai 1191 auf Zypern zu heiraten.
Das Bündnis mit Richard Löwenherz garantierte das Überleben Navarras als eigenständiges Königreich, da die dynastische Bande zu diesem Alfons VIII. von Kastilien in seine Schranken verwies, der nicht minder von seiner Allianz mit dem Plantagenet profitiert hatte und diese nicht durch einen Angriff auf Navarra leichtfertig aufs Spiel zu setzen bereit war. Sancho dankte dies seinem Schwiegersohn mit politischer wie militärischer Unterstützung während dessen Abwesenheit auf dem Kreuzzug. So entsandte er 1192 seinen ältesten Sohn mit einem Heer nach Aquitanien, um dort rebellierende Barone niederzuringen. Im Frühjahr 1194 stellte er gar seinen zweiten Sohn Fernando dem Kaiser Heinrich VI. als Geisel, als Bürge für die Einhaltung der Vertragsbedingungen, zu denen sich Richard als Preis seiner Freilassung aus deutscher Gefangenschaft verpflichtet hatte. Noch im selben Jahr starb Sancho; er wurde im Kloster Santa María la Real de Nájera bestattet.

## Titel und Wappen
In einer Urkunde vom 18. Januar 1162 verwendete Sancho VI. letztmals die von den nationalbaskischen Königen aus den Häusern Íñiguez und Jiménez traditionell geführte Titulatur „König von Pamplona“ (Pampilonensium rex). Er ersetzte sie in einer Urkunde aus dem Oktober desselben Jahres durch den neuen Titel „König von Navarra“ (Navarre rex), der danach von allen nachfolgenden Königen gebraucht wurde.
Sancho VI. ist der erste König Navarras, dem das Führen eines Wappens zugeschrieben werden kann, wenngleich das dafür zugrunde liegende Siegel (Bild 1), das für eine von ihm im Oktober 1189 ausgestellte Urkunde angefertigt wurde, eine Kopie aus dem späten 13. Jahrhundert ist. Das Siegel zeigt ihn zu Pferde reitend und in der linken Hand einen Normannenschild tragend, auf dem eine Lilienhaspel aufgetragen ist, die offensichtlich als Schildversteifung diente. Die farbliche Gestaltung des Wappens bleibt unbekannt, wenngleich die Lilienhaspel in der Regel in Gold aufgetragen auf einem roten Schild (Bild 2) reproduziert wird, um das Wappen in Kontinuität zum Motiv der Navarrakette zu stellen, die erstmals im Urkundenwesen von Sanchos Enkel, Theobald I. (1234–1253), belegt ist.

Bild 1
Bild 2

## Nachkommen
Verheiratet war Sancho VI. seit dem 20. Juli 1153 mit Sancha († 5. August 1177), einer Tochter des Königs Alfons VII. von Kastilien. Sie wurde nach ihrem Tod in der Kathedrale von Pamplona bestattet. Ihre Kinder waren:
- Berengaria († 1230), ⚭ 1191 mit König Richard I. Löwenherz von England († 1199).
- Sancho VII. († 7. April 1234), König von Navarra.
- Fernando († 16. Dezember 1207).[12]
- Blanka († 1229), ⚭ 1199 mit Graf Theobald III. von der Champagne († 1201).